# Oberea orothi
Oberea orothi là một loài bọ cánh cứng trong họ Cerambycidae.